# Mešita Banja Baši
Mešita Banja Baši (bulharsky Баня баши джамия, turecky Banya Başı Camii) se nachází v centru Sofie na bulváru kněžny Marie Luisy, naproti hlavní tržnici a před budovou velkých městských lázní.
Je to dnes jediná sofijská mešita a zároveň jedna z nejstarších na celém Balkáně. Byla postavena v dobách osmanské nadvlády roku 1576 na místě starší mešity z 15. století. Má čtvercový půdorys s kopulí o průměru 15 m, krytou olovem, v rohu stavby stojí minaret. Její název Banja Baši znamená turecky „Mnoho lázní“, protože stojí na místě termálního pramene, který se využíval už ve starověku. Architektem celé budovy byl tehdy čelní osmanský stavitel Mimar Sinan.
Mešita není otevřena pro turisty, mimo hlavní modlitební časy je však vstup možný. Stěny jsou v barvách modré a bílé, vyzdobeny kaligramy a ornamenty.

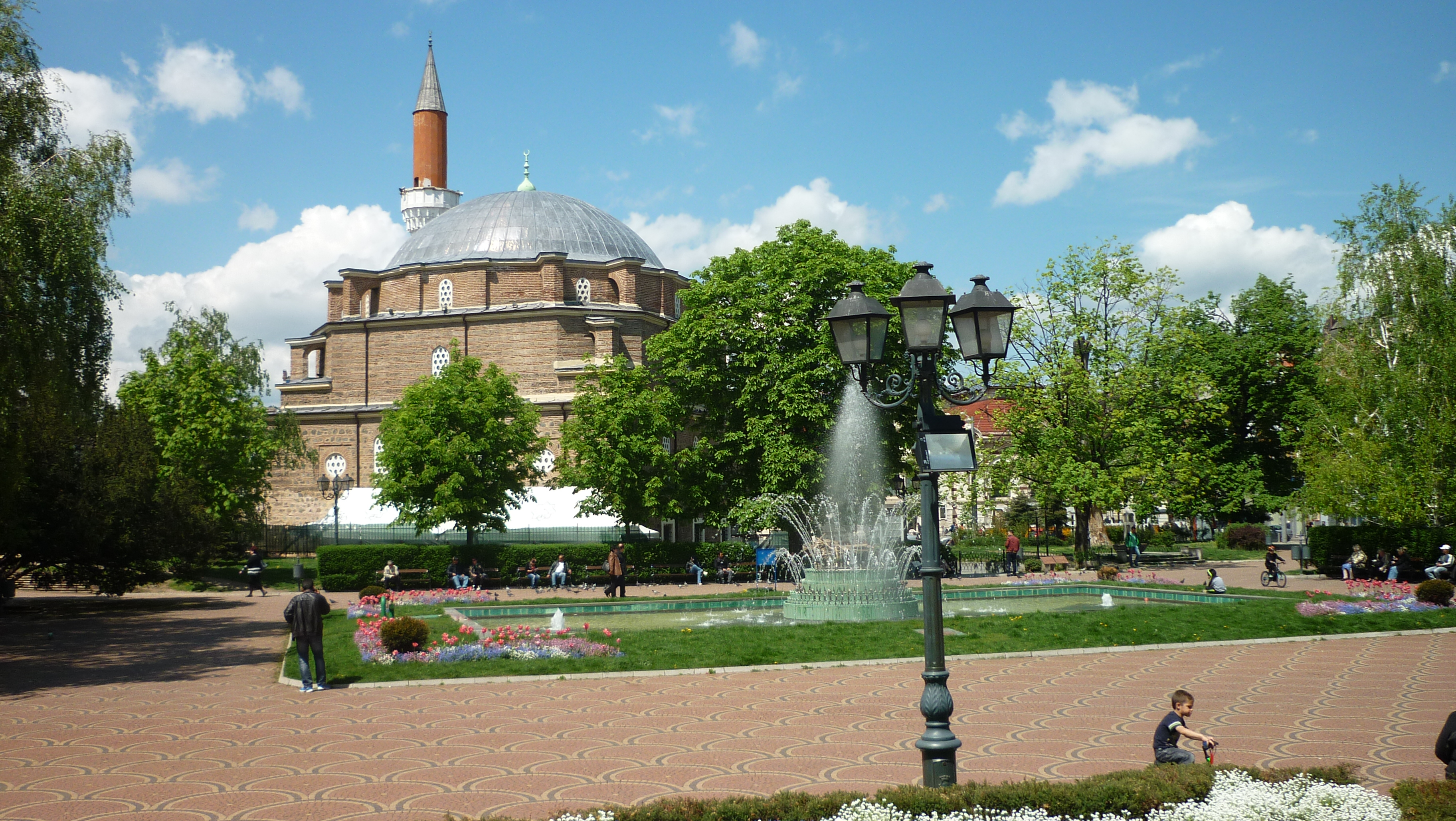
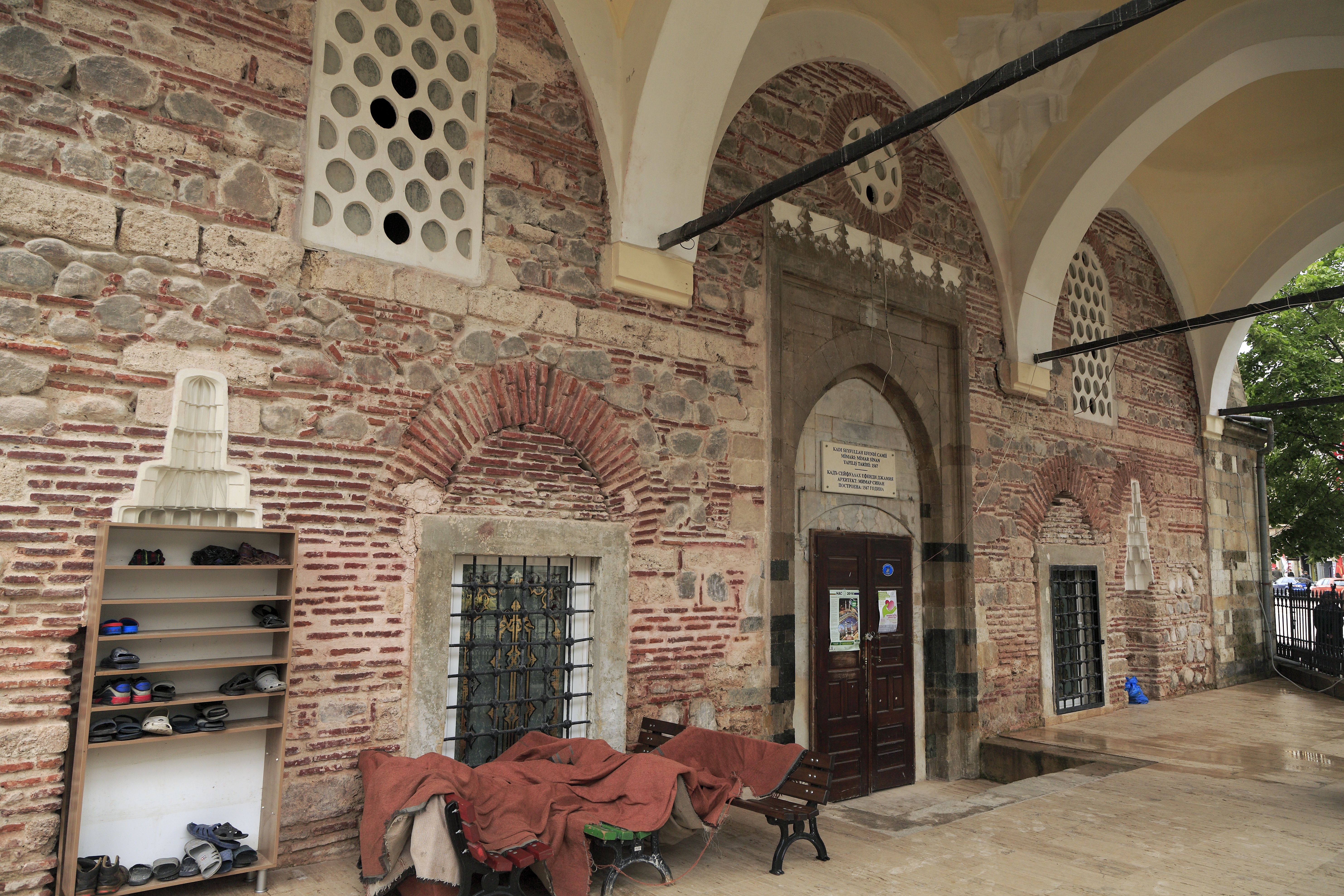
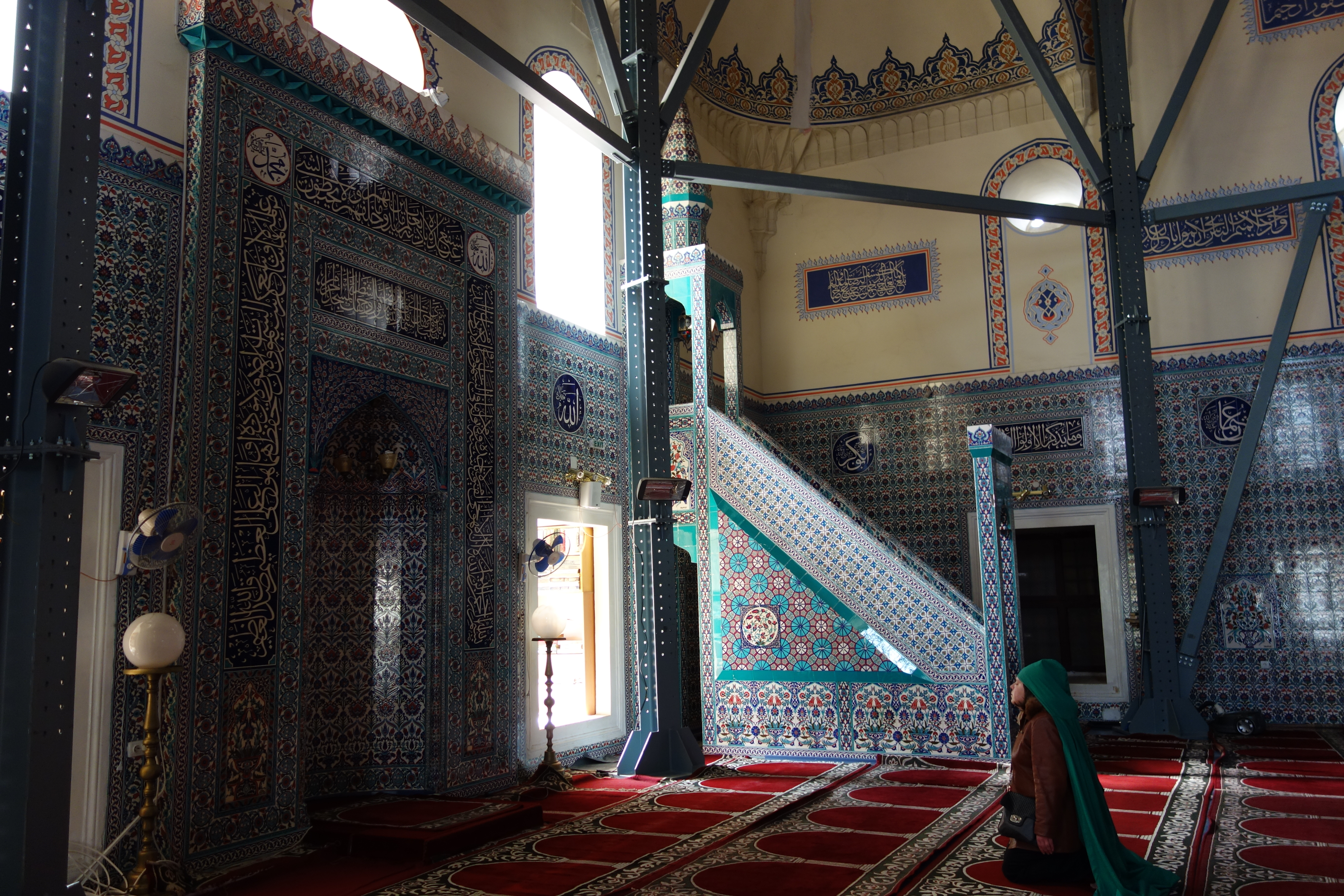